# Orovnica
Orovnica (deutsch Hromitz, ungarisch Oromfalu – bis 1907 Orovnica) ist eine Gemeinde in der Mittelslowakei mit 513 Einwohnern (Stand 31. Dezember 2024), die zum Okres Žarnovica, einem Kreis des Banskobystrický kraj, gehört.

## Geographie
Die Gemeinde befindet sich am Osthang des Gebirges Pohronský Inovec am Mittellauf des Hron, am Nordende des Durchbruchstals Slovenská brána. Das Ortszentrum liegt auf einer Höhe von 325 m n.m. und ist sieben Kilometer von Nová Baňa sowie 19 Kilometer von Žarnovica entfernt.
Nachbargemeinden sind Nová Baňa im Norden, Tekovská Breznica im Osten, Hronský Beňadik im Süden und Tekovské Nemce im Westen.

## Geschichte
Orovnica wurde zum ersten Mal 1209 als Varanza schriftlich erwähnt und war Besitz der Abtei im nahen Hronský Beňadik. 1565 kam die Ortschaft zum Gut des Graner Kapitels, 1601 wurde sie zum Besitz des Geschlechts Dóczy; im selben Jahr standen in Orovnica 19 Häuser. Wegen andauernden Problemen mit Trinkwasser war das Dorf bis zum 18. Jahrhundert oftmals unbewohnt. 1828 zählte man 44 Häuser und 284 Einwohner, deren Haupteinnahmequellen Forst- und Landwirtschaft waren.
Bis 1918 gehörte der im Komitat Barsch liegende Ort zum Königreich Ungarn und kam danach zur Tschechoslowakei beziehungsweise heute Slowakei.
Von 1971 bis 1992 war Orovnica Teil der Nachbargemeinde Tekovská Breznica.

## Bevölkerung
| Jahr                | 1994 | 2004    | 2014    | 2024    |
| ------------------- | ---- | ------- | ------- | ------- |
| Anzahl der Personen | 580  | 546     | 567     | 513     |
| Unterschied         |      | −5,86 % | +3,84 % | −9,52 % |

| Jahr                | 2023 | 2024    |
| ------------------- | ---- | ------- |
| Anzahl der Personen | 517  | 513     |
| Unterschied         |      | −0,77 % |

Gemäß der Volkszählung 2011 wohnten in Orovnica 535 Einwohner, davon 503 Slowaken, 2 Tschechen sowie jeweils 1 Magyare und Mährer. 28 Einwohner machten keine Angabe zur Ethnie.
453 Einwohner bekannten sich zur römisch-katholischen Kirche, 3 Einwohner zur Evangelischen Kirche A. B. sowie jeweils 1 Einwohner zu den Siebenten-Tags-Adventisten und zur griechisch-katholischen Kirche; 1 Einwohner gab eine andere Konfession an. 33 Einwohner waren konfessionslos und bei 43 Einwohnern wurde die Konfession nicht ermittelt.

## Bauwerke und Denkmäler
- römisch-katholische Don-Bosco-Kirche aus dem Jahr 1934
- Vesperbild aus dem 18. Jahrhundert